# Kostel svatého Jošta (Frýdek-Místek)
Kostel svatého Jošta se nachází v Komenského sadech nedaleko Hlavní třídy ve Frýdku-Místku. Od roku 2008 slouží pro bohoslužby pravoslavné církve.
Od roku 1958 je chráněn jako kulturní památka.

## Historie
Kostel byl vystavěn počátkem 17. století, přesné datum není známo. Roku 1617 však již kostel na frýdeckém předměstí stál. Jeho patronem byla hraběcí rodina Bruntálských, která se ale patronátu brzy vzdala ve prospěch vratislavského biskupa. Roku 1660 získal kostel novou omítku a nový oltář, na střeše vznikla věžička se dvěma zvonky. 
Roku 1666 byl vystavěn nový hlavní oltář, který byl o sedm let později posvěcen ke cti a chvále sv. Jošta. V 17. století kolem kostela vznikl morový hřbitov, který později po zrušení hlavního hřbitova kolem farního kostela jeho funkci nahradil. Naposled se zde pochovávalo v roce 1894. Ve 30. letech 20. století byl zrušen.
V polovině 90. let 20. století nechal kříž tehdy zchátralého kostela opravit podnikatel arménského původu Gevorg Avetisjan, kterému v té době zkrachovalo podnikání a byl v zoufalé finanční situaci. Doufal, že Bůh mu pomůže a skutečně se dočkal obratu ve své situaci.
V roce 2008 si kostel od římskokatolické církve, která ho nevyužívala, pronajala Pravoslavná církev v českých zemích a na Slovensku. Služby kněze se ujal dlouholetý člen brněnské církevní obce Vasilij Oros, který pochází z Podkarpatské Rusi.